# Tysklands Kommunistiske Arbejderparti
Tysklands Kommunistiske Arbejderparti (tysk: Kommunistische Arbeiterpartei Deutschlands; KAPD) var et anti-parlamentarisk og venstrekommunistisk parti, der var aktivt i Tyskland under Weimarrepublikken. Det blev grundlagt i 1920 i Heidelberg, efter et split i Tysklands Kommunistiske Parti (KPD). Oprindeligt forblev partiet et sympatiserende medlem af Komintern. I 1922 splittedes KAPD i to fraktioner, der begge beholdt navnet, men som omtales som KAPD Essen-fraktionen og KAPD Berlin-fraktionen.
KAPD Essen-fraktionen var knyttet til Kommunistisk Arbejderinternationale. Den Entschiedene Linke tilsluttede sig KAPD i 1927.